# Tunel pod Bełtem Fehmarn
Ten artykuł dotyczy przyszłego wydarzenia. Informacje w nim zawarte mogą się zmienić wraz z pojawieniem się nowych faktów, a początkowe doniesienia mogą być niepewne. Ostatnie aktualizacje tego artykułu mogą nie odzwierciedlać najbardziej aktualnych informacji.
Tunel pod Bełtem Fehmarn (Fehmarnbelttunnel) – planowany tunel drogowo-kolejowy pod cieśniną Bełt Fehmarn, który ma połączyć Danię z Niemcami. Decyzja o jego budowie została podjęta zamiast budowy mostu nad cieśniną. Początkowo prace miały rozpocząć się w 2015, jednak ze względu na opóźnienia w fazie projektowej rozpoczęły się w październiku 2020 i mają potrwać do 2029. Szacunkowe koszty budowy to 7,4–9 mld EUR.

## Historia
Cieśnina Bełt Fehmarn jest najkrótszym połączeniem pomiędzy niemiecką wyspą Fehmarn a duńską wyspą Lolland. Już podczas II wojny światowej po zajęciu Danii przez III Rzeszę planowana była budowa mostu drogowo-kolejowego na tym odcinku. Plany nie zostały zrealizowane. W 1963 most połączył wyspę Fehrmarn z lądem stałym, ale nie planowano budowy dalszej przeprawy do Danii. Uruchomiono jedynie kolejową przeprawę promową obsługiwaną przez Scandlines AG – spółkę założoną przez Deutsche Bahn oraz Ministerstwo Transportu Danii. Czas przeprawy wynosi ok. 45 minut. W 2010 przeprawiono tą trasą 11,3 mln ton towarów.
Od początku lat 90. rządy Danii oraz Szwecji zabiegały o połączenie mostem lub tunelem na tym odcinku. Wykonywano różnego rodzaju ekspertyzy. W 1994 Komisja Europejska uznała przeprawę przez Bełt Fehmarn za priorytetową dla sieci transeuropejskiej. W 2010 podjęto decyzję, że most kolejowy będzie niewystarczający dla rosnącego ruchu, a przeprawa powinna być częścią trasy europejskiej E22. W 2011 parlament Danii podjął decyzję o budowie przeprawy. Finansowanie mostu ma pochodzić głównie z budżetu Danii przy wsparciu finansowym Unii Europejskiej. Koszt ma zostać zwrócony dzięki opłatom pobieranym za przejazd. Wydatek ma się zamortyzować w ciągu 39 lat. W tym samym roku powołano spółkę Femern A/S, która ma być odpowiedzialna za całą inwestycję.
W kolejnych latach inwestycję blokowały liczne protesty, głównie okolicznych mieszkańców, organizacji ekologicznych oraz armatorów promowych. Pojawił się także problem niewystarczającej przepustowości mostu łączącego wyspę Fehmarn z lądem stałym. W 2015 Ministerstwo Transportu, Budownictwa i Rozwoju Miast zatwierdziło projekt rozbudowy istniejącego mostu. Równolegle na terenie Danii wykonano modernizację linii kolejowej z Kopenhagi na wyspę Lolland, w ramach której oddano do użytku dodatkowy tor. W tym samym roku duński parlament przyjął projekt budowy tunelu.
W 2016 przedsiębiorstwo Femern A/S ponownie złożyło wniosek o pozwolenie na realizację projektu. W grudniu 2018 władze kraju związkowego Szlezwik-Holsztyn wydały pozytywną decyzję w sprawie budowy tunelu. W 2020 Komisja Europejska zaopiniowała, że finansowanie budowy tunelu nie narusza zasad pomocy państwowej obowiązujących w UE. Wiceprzewodnicząca KE tak skomentowała wydaną decyzję:

Po dogłębnej analizie projektu stwierdziliśmy, że podjęte przez Danię środki do finansowania tej – będącej przedmiotem ogólnoeuropejskiego zainteresowania – inwestycji, są zgodne z przepisami Unii Europejskiej. Pozytywne efekty inwestycji wyraźnie przeważają nad wszelkimi potencjalnymi zakłóceniami konkurencji.

Planowano rozpoczęcie budowy na rok 2020 lub 2021, z planowanym otwarciem nie wcześniej niż w 2029.

## Projekt
Decyzję o budowie tunelu zamiast mostu podjęto ze względu na mniejsze oddziaływanie tunelu na środowisko oraz mniejszą podatność na warunki pogodowe, głównie wiatr. Tunel Fehmarn ma zostać wykonany poprzez zanurzenie w wodzie betonowych elementów, umieszczeniu ich na fundamencie i przykryciu kilkumetrową warstwą ochronną ze żwiru i piasku. Łącznie tunel będzie miał długość 17,6 km. Maksymalna głębokość cieśniny Bełt Fehmarn wynosi 35 m, a wysokość zewnętrzna tunelu to około 9–10 m, stąd w najgłębszym miejscu wykop będzie musiał sięgać ponad 45 m pod lustrem wody. Prefabrykowane betonowe elementy będą miały prostokątny przekrój o szerokości 42 m i wysokości 9 m, oraz długość 217 m. Pojedynczy element będzie ważył 73 tysiące ton. W tunelu znajdą się dwa tory kolejowe, dwie dwupasmowe jezdnie, a także korytarz awaryjny.
Po ukończeniu będzie to najdłuższy tunel drogowo-kolejowy na świecie, najdłuższy tunel drogowy pod wodą na świecie, najgłębszy tunel drogowo-kolejowy na świecie oraz drugi najgłębiej zakopany tunel betonowy na świecie.